# Allegiance (Musical)
Allegiance ist ein Musical von Jay Kuo und Lorenzo Thione. Es handelt von der Situation japanischer Amerikaner, die während des Zweiten Weltkriegs in Internierungslagern inhaftiert wurden. Die Premiere des Musicals war im September 2012 im Old Globe Theatre in San Diego.

## Entstehung
Die Autoren des Musicals Jay Kuo und Lorenzo Thione lernten im Herbst 2008 während einer Broadway-Show George Takei kennen, der ihnen von seinen Kindheitserfahrungen in einem Internierungslager erzählte, sowie von dem Gefühl der Hilflosigkeit seines Vaters, der darunter gelitten hatte, seine Familie nicht beschützen zu können.